# 特別自然美観地域

イングランドとウェールズの特別自然美観地域

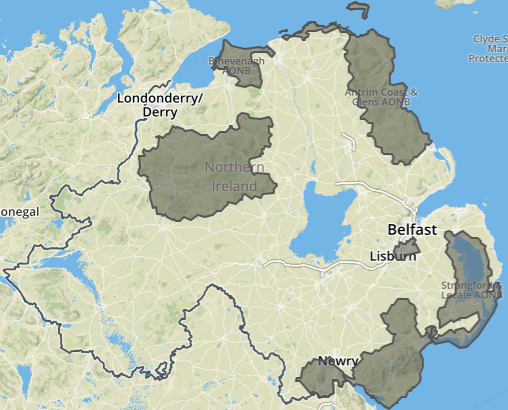
北アイルランドの特別自然美観地域

特別自然美観地域（とくべつしぜんびかんちいき、Area of Outstanding Natural Beauty、以下AONB）は、イギリスのイングランド、ウェールズ、北アイルランドのカントリーサイド（田園地帯）の中でも、特に重要な景観価値があるとされた領域を指定し景観保全を行う制度、およびその領域。

## 概要
国立公園と同じく、1949年施行の国立公園及び田園アクセス法による制度であり、地域指定は政府外公共機関の「Natural England」（イングランド）、「Natural Resources Wales」（ウェールズ）、「Northern Ireland Environment Agency」が行う。また、スコットランドにはAONBの制度は存在しないが、代わりに国立風致地域（national scenic area）という同様の制度が施行されている。国立公園と同様の開発からの保護を受けている一方で、不都合な開発を規制する特別な法的権限を持たない。イギリス政府は、2012年3月の国家計画政策フレームワークにおいて、AONBと国立公園は、景観の問題に関する政策において同等の地位にあると述べている。国際自然保護連合の分類では、カテゴリーVの「保全された景観」に該当する。

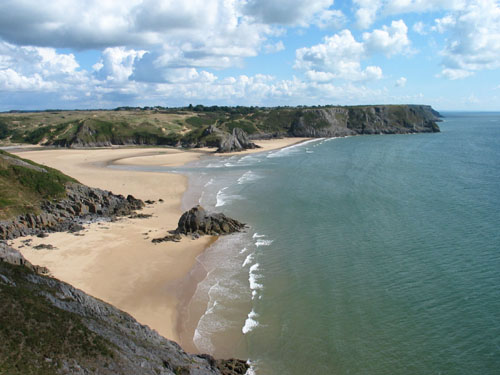
最初に指定されたダワー半島AONBのスリークリフベイの景観。

2022年時点で、イギリス国内には46のAONBがある（イングランド：33、ウェールズ：4、イングランド-ウェールズ国境：1、北アイルランド：8）。最初のAONBは、1956年に南ウェールズのガワー半島の一部が指定されたガワーAONBで、最も新しく指定されたのは1995年のテイマー・バレーAONBである。また、2010年にはストラングフォード・ラフAONBとレカール・コーストAONBが合併して単一のストラングフォード・アンド・レカールAONBとなり、2012年にはクルイディアン・レンジAONBが拡張されてクルイディアン・レンジ・アンド・ディー・バレーAONBとなった。多数の地方自治体に広がる2つのAONB（コッツウォルズとチルターン）には、「保全委員会」（conservation boards）という独自の法定機関がある。
AONBの面積、種類、用途は様々であり、また、区域の全体が一般公開されているものもあれば、一部分のみのものもある。最も小さいAONBはシリー諸島AONB（1976年指定、16平方キロメートル (6.2 sq mi)）、最大のものはコッツウォルズAONB（1966、1990年に拡張、2,038平方キロメートル (787 sq mi)）である。イングランドとウェールズのAONBは、両国のカントリーサイド地域の約18％に相当する。また、北アイルランドのAONBは、北アイルランドの海岸線の約70％をカバーしている。

## 歴史
AONBのアイデアは、イギリスの公務員・建築家であったジョン・ダワー（John Dower）によって、1945年の「イングランドおよびウェールズの国立公園に関する政府への報告」で最初に提唱された。ダワーは、面積が狭く野性味に欠けるために国立公園の指定は適さない地域であっても、美しい景観を保護する必要があると指摘した。この勧告は、1949年の国立公園及び田園アクセス法で、AONBとして制度化されることとなった 。
AONBは大臣と教区によって任命された委員を含む特別委員会によって、AONBの存在する各地方自治体の責任で管理されているが、当初の法律では、各地方自治体にはごく限られた法的義務しか課せられていなかった。しかし、2000年に制定されたカントリーサイド・アンド・ライツ・オブ・ウェイ（Countryside and Rights of Way、CRoW）法によって、イングランドとウェールズにおけるAONBのさらなる規制と保護が追加された。
2021年6月、Natural Englandは、既存の二つのAONB（サリー・ヒルズ、チルターン）を拡張し、さらに新たに2地域（ヨークシャーウォルズ、チェシャ―・サンドストーンリッジ）を指定すると発表した。新規指定は1995年のTamar Valley AONB以来約四半世紀ぶりとなる。

## 目的
AONBの主目的は、指定された景観の自然の美しさを保存および強化することにある。その上で、農林業や地域産業が主目的を考慮しながら持続的な経済発展ができる地域づくりを行うことも目的とされている。そして、上記の目的を阻害しない範囲でレクリエーションの振興を行ってよいと定められている。これらの目的を達成するために、AONBは計画規制と実質的なカントリーサイドの管理に重きを置いている。
AONBは国立公園と同等の優れた景観を有するため、国立公園と比較される場合もある。国立公園はイギリスの多くの国民によく知られている一方で、AONBの多くの居住者は居住地がAONBであることを知らないとも言われる。全国AONB協会は地域コミュニティにおけるAONBの認知度向上に取り組んでおり、2014年にはGoogle マップにAONBの境界線を表示するよう交渉した。

## 脅威

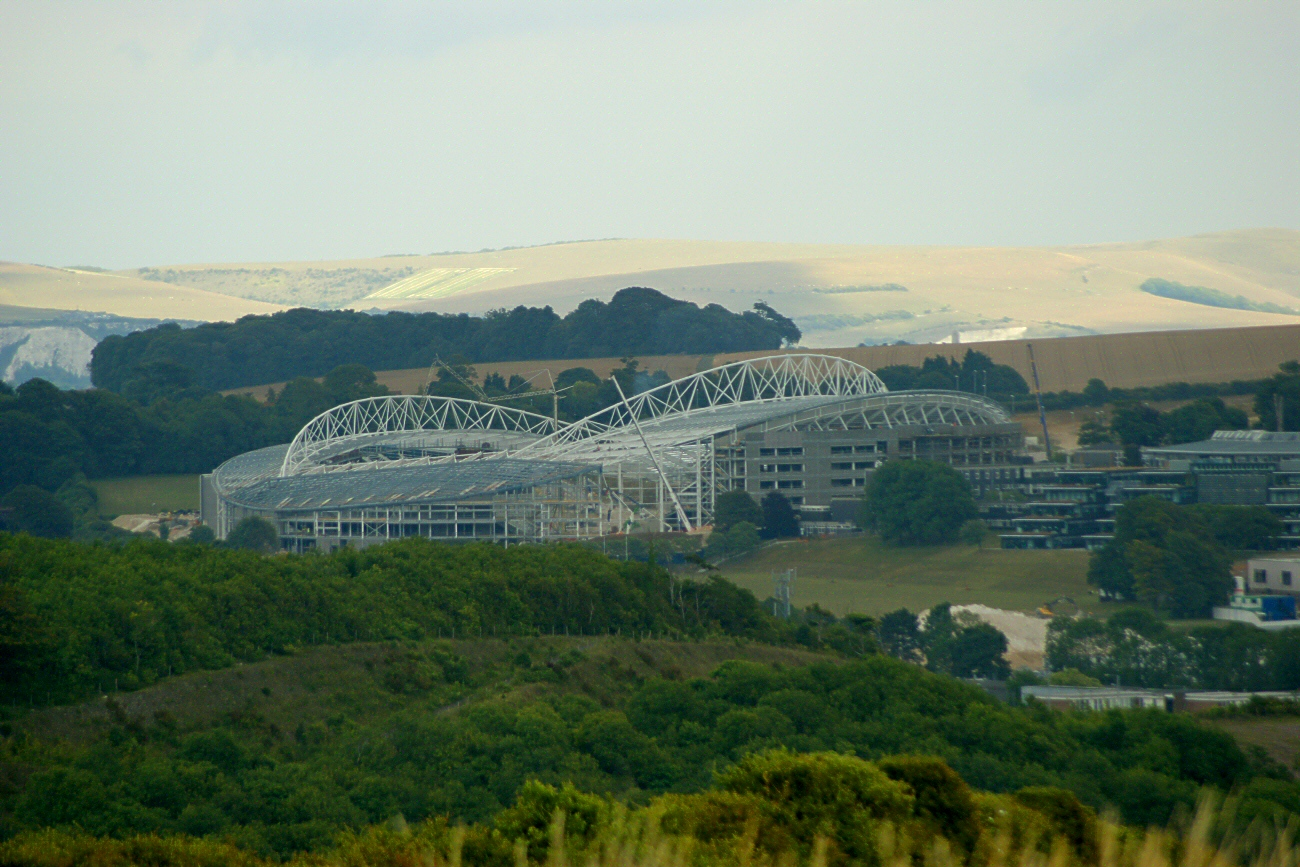
旧サセックス・ダウンズAONBで建設中のファルマー・スタジアム（2010年）。

環境保護団体やカントリーサイド保護団体の間では、AONBの地位がますます開発の脅威にさらされているという懸念が高まっている。イングランド農村部保護キャンペーン（Campaign to Protect Rural England）は、2006年7月、多くのAONBがかつてないほど大きな脅威にさらされているとし、特に脅かされている場所として、道路計画によって脅かされているドーセットAONB、ファルマー・スタジアムの建設が行われているサセックス・ダウンズAONB、そしてインペリアル・カレッジ・ロンドンによって数千の住宅とオフィスを建設する10億ポンド規模の計画が存在するケント州ワイのケント・ダウンズAONBの3か所を挙げた。
また、2006年、地理学・都市計画の専門家で環境問題に関しても取り組んでいるAdrian Phillips教授は、AONBが直面する大きな脅威として、「将来の土地管理への支援に対する不確実性」「開発圧力の増大」「グローバル化の影響」「気候変動」を挙げた。また、小規模な脅威として、忍び寄る郊外化と牧畜もあるとした。
2007年9月、イギリス政府は、サセックス・ダウンズAONBにあるブライトン・アンド・ホーヴ・アルビオンFCの新スタジアム（ファルマー・スタジアム）の開発を、環境保護主義者による激しい反対に遭いながらも承認した。その後、スタジアムは2011年7月に正式にオープンした。また、ドーセットAONBでは、周辺道路の渋滞を緩和するためのウェイマス・リリーフ・ロード（Weymouth Relief Road）の建設に環境保護団体が反対したが、建設を阻止するための高等法院での争いに敗れ、最終的に2008年から2011年の間に建設が行われた。

## 特別自然美観地域の一覧

### イングランド
| 名称                                                                   | 写真 | 指定年 | 面積                  | 地方自治体 |
| ---------------------------------------------------------------------- | ---- | ------ | --------------------- | --- |
| アーンサイド・アンド・シルバーデール                                   |      | 1972   | 75 km2 (29 sq mi)     | カンブリア (South Lakeland)、ランカシャー (ランカスター) |
| ブラックダウン・ヒルズ                                                 |      | 1991   | 370 km2 (140 sq mi)   | デヴォン (East Devon, Mid Devon)、サマセット (South Somerset, Somerset West and Taunton) |
| キャノック・チェイス                                                   |      | 1958   | 68 km2 (26 sq mi)     | スタッフォードシャー (Cannock Chase, Lichfield) |
| チチェスター・ハーバー                                                 |      | 1970   | 37 km2 (14 sq mi)     | ハンプシャー (Havant)、ウェスト・サセックス (チチェスター) |
| チルターン丘陵                                                         |      | 1965   | 833 km2 (322 sq mi)   | バッキンガムシャー (Aylesbury Vale, Chiltern, South Bucks, Wycombe)、Central Bedfordshire、ハートフォードシャー (Dacorum, North Hertfordshire, Three Rivers)、ルートン、オックスフォードシャー (South Oxfordshire)                                                              |
| コーンウォール                                                         |      | 1959   | 958 km2 (370 sq mi)   | コーンウォール |
| コッツウォルズ                                                         |      | 1966   | 2,038 km2 (787 sq mi) | バース・アンド・ノース・イースト・サマセット、グロスタシャー (チェルトナム、コッツウォルド、ストラウド, Tewkesbury)、オックスフォードシャー(Cherwell, West Oxfordshire)、South Gloucestershire、ウォリックシャー (Stratford-on-Avon)、ウィルトシャー、ウスターシャー (Wychavon) |
| クランボーン・チェイス・アンド・ザ・ウェスト・ウィルトシャー・ダウンズ |      | 1981   | 983 km2 (380 sq mi)   | ドーセット、ハンプシャー (New Forest)、サマセット (Mendip, South Somerset)、ウィルトシャー |
| デッドハム・ヴェール                                                   |      | 1970   | 90 km2 (35 sq mi)     | エセックス (Colchester, Tendring)、サフォーク (Babergh) |
| ドーセット                                                             |      | 1959   | 1,129 km2 (436 sq mi) | ドーセット |
| イースト・デヴォン                                                     |      | 1963   | 268 km2 (103 sq mi)   | デヴォン (East Devon) |
| ボーランドの森                                                         |      | 1964   | 803 km2 (310 sq mi)   | ランカシャー (ランカスター, Pendle, Ribble Valley, Wyre)、ノース・ヨークシャー (Craven) |
| ハイ・ウィールド                                                       |      | 1983   | 1,460 km2 (560 sq mi) | イースト・サセックス (ヘイスティングス, Rother, Wealden)、ケント (Ashford, Sevenoaks, Tonbridge and Malling, Tunbridge Wells)、サリー (Tandridge)、ウェスト・サセックス (クローリー, Horsham, Mid Sussex)                                                                       |
| ハワーディアン・ヒルズ                                                 |      | 1987   | 204 km2 (79 sq mi)    | ノース・ヨークシャー (Hambleton, Ryedale) |
| ワイト島                                                               |      | 1963   | 189 km2 (73 sq mi)    | ワイト島 |
| シリー諸島                                                             |      | 1975   | 16 km2 (6.2 sq mi)    | シリー諸島 |
| ケント・ダウンズ                                                       |      | 1968   | 878 km2 (339 sq mi)   | グレーター・ロンドン (ブロムリー区), ケント (Ashford, カンタベリー, Dover, Folkestone &amp; Hythe, Gravesham, Maidstone, Sevenoaks, Swale, Tonbridge and Malling)、Medway |
| リンカンシャー・ウォルズ                                               |      | 1973   | 560 km2 (220 sq mi)   | リンカンシャー (East Lindsey, West Lindsey)、North East Lincolnshire |
| マルバーン・ヒルズ                                                     |      | 1959   | 105 km2 (41 sq mi)    | グロスタシャー (Forest of Dean)、ヘレフォードシャー、ウスターシャー (Malvern Hills) |
| メンディップ・ヒルズ                                                   |      | 1972   | 200 km2 (77 sq mi)    | バース・アンド・ノース・イースト・サマセット、ノース・サマセット、サマセット (Mendip, Sedgemoor) |
| ニダーデール                                                           |      | 1994   | 603 km2 (233 sq mi)   | ノース・ヨークシャー (Hambleton, Harrogate, Richmondshire) |
| ノーフォーク・コースト                                                 |      | 1968   | 453 km2 (175 sq mi)   | ノーフォーク (Great Yarmouth, King's Lynn and West Norfolk, North Norfolk) |
| ノース・デヴォン・コースト                                             |      | 1959   | 171 km2 (66 sq mi)    | デヴォン (North Devon, Torridge) |
| 北ペナイン山脈                                                         |      | 1988   | 1,983 km2 (766 sq mi) | ダラム、カンブリア (カーライル, Eden)、ノーサンバーランド、ノース・ヨークシャー (Richmondshire) |
| ノーサンバーランド・コースト                                           |      | 1958   | 138 km2 (53 sq mi)    | ノーサンバーランド |
| ノース・ウェセックス・ダウンズ                                         |      | 1972   | 1,730 km2 (670 sq mi) | ハンプシャー (Basingstoke and Deane, テスト・ヴァレー)、オックスフォードシャー (South Oxfordshire, Vale of White Horse)、スウィンドン、West Berkshire、ウィルトシャー |
| カントック・ヒルズ                                                     |      | 1956   | 98 km2 (38 sq mi)     | サマセット(Sedgemoor, Somerset West and Taunton) |
| シュロップシャー・ヒルズ                                               |      | 1958   | 802 km2 (310 sq mi)   | シュロップシャー、Telford and Wrekin |
| ソルウェー・コースト                                                   |      | 1964   | 115 km2 (44 sq mi)    | カンブリア (Allerdale, カーライル |
| サウス・デヴォン                                                       |      | 1960   | 337 km2 (130 sq mi)   | デヴォン (South Hams)、Torbay |
| サフォーク・コースト・アンド・ヒース                                   |      | 1970   | 403 km2 (156 sq mi)   | サフォーク (Babergh, East Suffolk) |
| サリー・ヒルズ                                                         |      | 1958   | 422 km2 (163 sq mi)   | サリー (Guildford, Mole Valley, Reigate and Banstead, Tandridge, Waverley) |
| テイマー・バレー                                                       |      | 1995   | 190 km2 (73 sq mi)    | コーンウォール、デヴォン (South Hams, West Devon) |
| ワイ・バレー(partly in Wales)                                          |      | 1971   | 326 km2 (126 sq mi)   | グロスタシャー (Forest of Dean)、ヘレフォードシャー、モンマスシャー |

#### 旧エリア
2005年にニューフォレスト国立公園が設立されたことで、サウスハンプシャーコーストAONBがそこに組み込まれた。また、イースト・ハンプシャーAONBとサセックス・ダウンズAONBは、2010年にサウス・ダウンズ国立公園に置き換えられた。

### ウェールズ
| 名称                                           | 写真 | 指定年 | 面積                            | 地方自治体                                         |
| ---------------------------------------------- | ---- | ------ | ------------------------------- | -------------------------------------------------- |
| アングルシー                                   |      | 1967   | 221平方キロメートル (85 sq mi)  | アングルシー島                                     |
| クルイディアン・レンジ・アンド・ディー・バレー |      | 1985   | 389平方キロメートル (150 sq mi) | デンビーシャー、フリントシャー、レクサム           |
| ガワー                                         |      | 1956   | 188平方キロメートル (73 sq mi)  | スウォンジー                                       |
| リーン                                         |      | 1956   | 155平方キロメートル (60 sq mi)  | グウィネズ                                         |
| ワイバレー （一部イギリス）                    |      | 1971   | 326平方キロメートル (126 sq mi) | グロスタシャー、ヘレフォードシャー、モンマスシャー |

### 北アイルランド
| 名称                                 | 写真 | 指定年 | 面積                              | 地方自治体 |
| ------------------------------------ | ---- | ------ | --------------------------------- | --- |
| アントリムコースト・アンド・グレンズ |      | 1989   | 724平方キロメートル (280 sq mi)   | コーズウェー・コースト・アンド・グランス、ミッド・アンド・イースト・アントリム                                                |
| ビネベナ                             |      | 1966   | 138平方キロメートル (53 sq mi)    | コーズウェー・コースト・アンド・グランス                                                                                      |
| コーズウェイ・コースト               |      | 1989   | 42平方キロメートル (16 sq mi)     | コーズウェー・コースト・アンド・グランス                                                                                      |
| ラガンバレー                         |      | 1965年 | 39平方キロメートル (15 sq mi)     | ベルファスト、リスバーン・アンド・カースルレー                                                                                |
| モーン山脈                           |      | 1986   | 570平方キロメートル (220 sq mi)   | アーマー・シティ・バンブリッジ・アンド・クレイガヴォン、ニューリー・モーン・アンド・ダウン                                    |
| リング・オブ・ガリオン               |      | 1966   | 154平方キロメートル (59 sq mi)    | ニューリー・モーン・アンド・ダウン                                                                                            |
| スペリン                             |      | 1968   | 1,181平方キロメートル (456 sq mi) | コーズウェー・コースト・アンド・グランス、デリー・シティ・アンド・ストラバン、ファーマナ・アンド・オマー 、ミッド・アルスター |
| ストラングフォード・アンド・レカール |      | 1967   | 525平方キロメートル (203 sq mi)   | アーズ・アンド・ノース・ダウン、ニューリー・モーン・アンド・ダウン                                                            |

### 提案段階のエリア
以下は、Natural Englandに提出された、新しいAONBの案である。
- ケンブス・ウーズバレー
- チャーネット・バレー
- ディーンの森
- ヘレフォードシャー・ウェールズ・マーチズ
- ノーザンツ・アイアンストーンアップランド
- ヨークシャー・ウォルズ

2019年の『ランドスケープ・レビュー』のレポートは、Natural Englandに掲載されなかった、Sandstone RidgeとVale of Belvoirの提案に関して好意的に言及している。